# Сокиринцы (Черниговская область)
Соки́ринцы (укр. Сокиринці) — село в Прилукском районе Черниговской области Украины.
Население 1386 человек. Занимает площадь 46,36 км². Код КОАТУУ: 7425188001. Почтовый индекс: 17312. Телефонный код: +380 04639.

## География
Село расположено в верховьях реки Утки (левого притока Удая), в 12 километрах от райцентра и в 5 километрах от автодороги Н-07 Киев — Сумы — Юнаковка.
С западной стороны село прилегает к Сокиринскому парку, с юга расположены лесные урочища Ушива и Микитивщина, с севера находится небольшой сосновый лес Стадница. В деревне на реке Утка и в оврагах образованы пруды Обеив, Барский, Святой, Карп, Свиной, Биленко, Осадчий и Утка.

## История
Название села происходит от фамилии первого жителя, Ивана Сокири (или Сокирки), который основал над рекой Уткой хутор. Впервые упоминается в 40-х годах XVII века при описании владений Иеремии Вишневецкого. В XVII веке село входило в состав Срибнянской сотни Прилуцкого полка. В 1666 году в селе проживало 32 господских крестьянина, казаки показаны не были.
До 1716 года являлось свободным войсковым селом, когда гетман Иван Скоропадский передал его прилуцкому полковнику Игнатию Галагану, который выбрал его для своей резиденции. Его потомки владели селом на протяжении полутора веков. В селе тогда имелось около 150 крестьянских дворов.

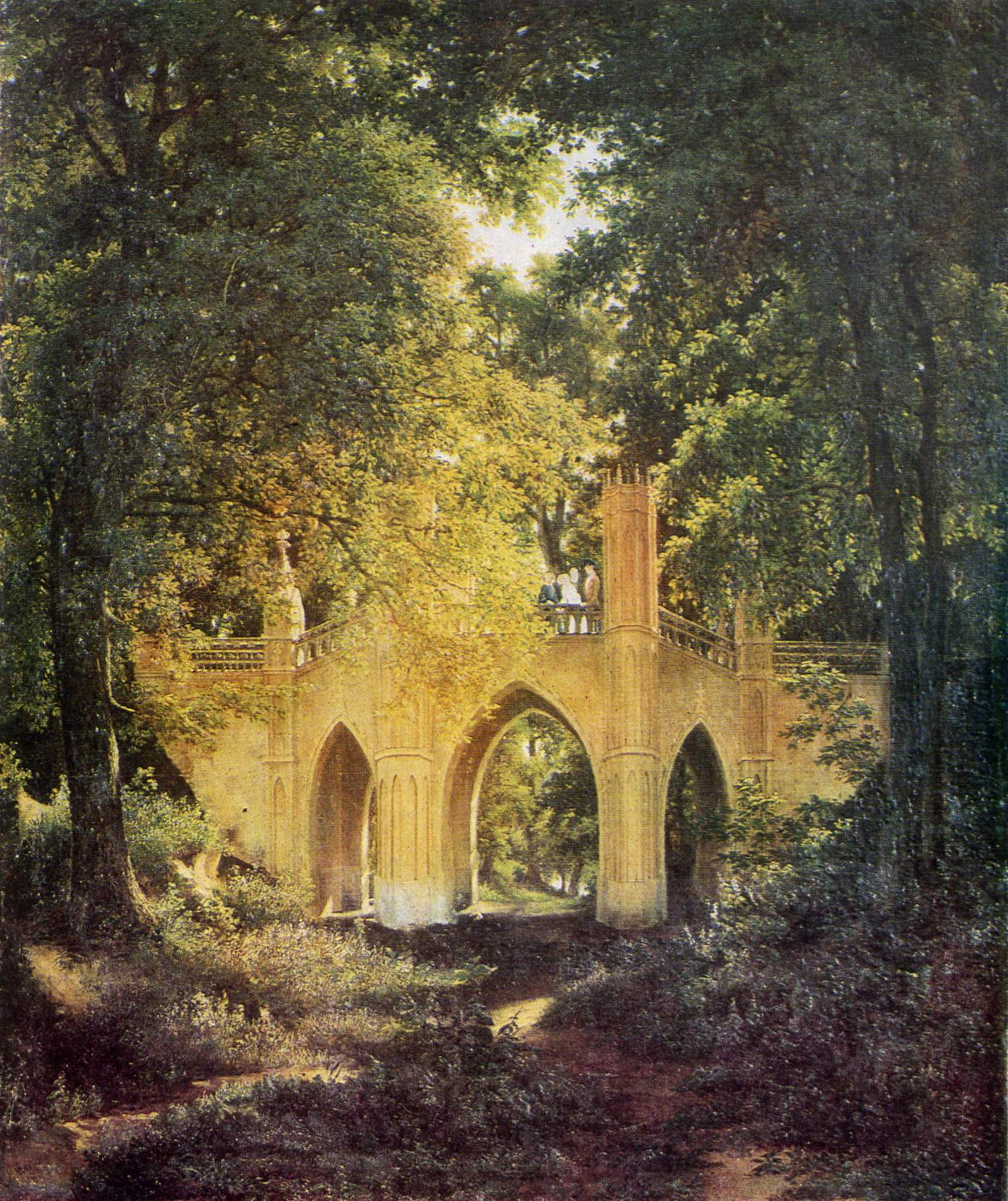
А. Я. Волосков. Готический мостик в Сокиринском парке, 1845 год

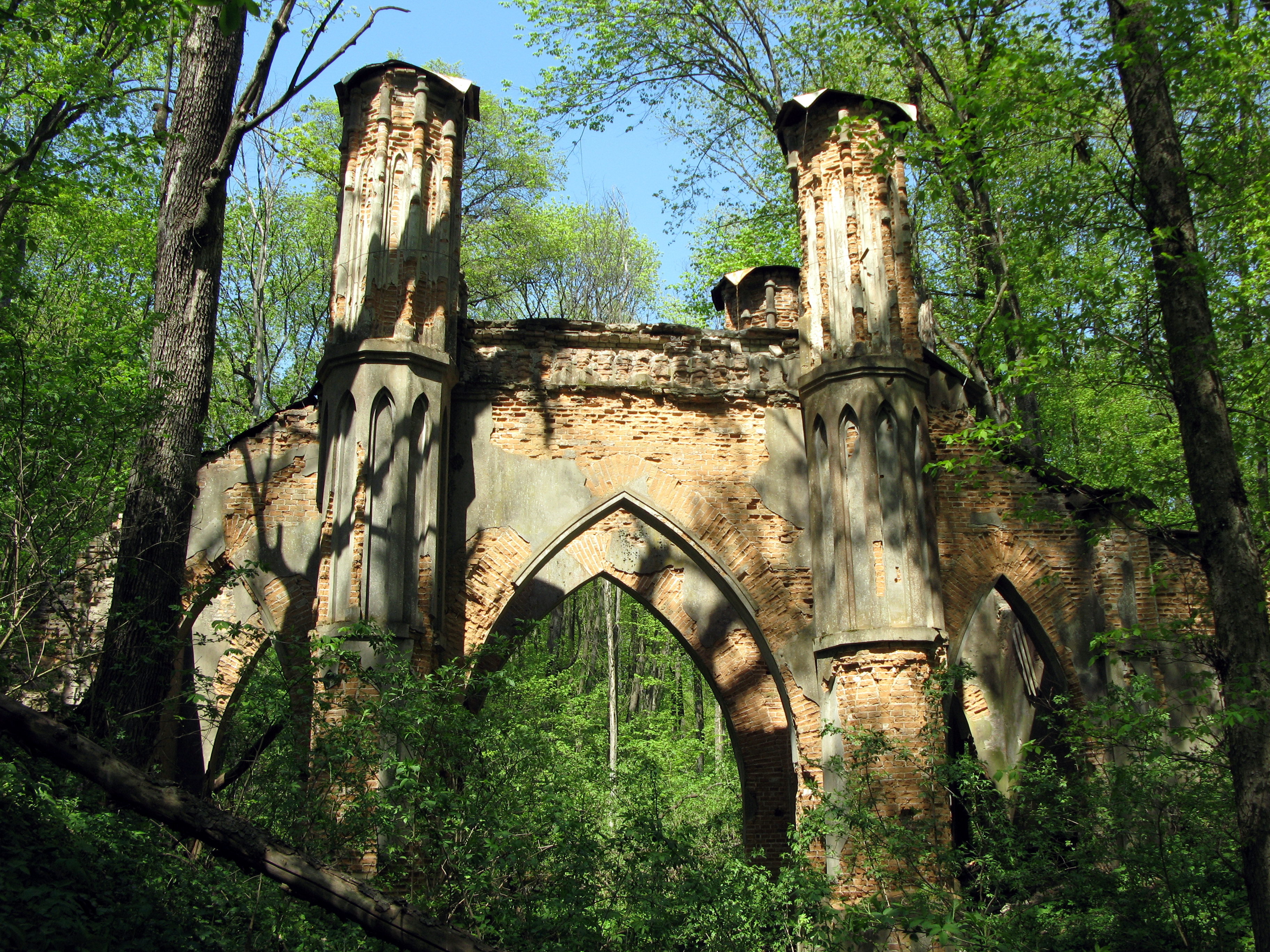
Готический мостик в Сокиринском парке, 2009 год

В 1740 году в селе указано 100 крестьянских дворов (среди владельческих работников указаны: староста, комиссар, плотник, стельмах, бондарь, лесник, стекольщик) и 48 казачьих дворов. Кроме того, в селе имелись: деревянная церковь, школа, больница и собственнический кабак. В 1764 году Сокиринцы принадлежали полковнику Григорию Галагану, а в конце XVIII века владельцем числился его внук Григорий Иванович Галаган. С 1782 года село входило в состав Прилукского уезда сначала Малороссийской губернии, а с 1802 года — Полтавской губернии.
Есть на карте 1787 года.
В 1823—29 годах в имении Галаганов в Сокиринцах был построен великолепный дворец и разбит Сокиринский парк. Благодаря Галаганам Сокиринцы были своеобразным местным культурным центром. В имении с 1787 года содержались кукольный крепостной театр — вертеп и хор, здесь жил кобзарь Остап Вересай.
После крестьянской реформы 1861 года в Сокиринцах было образовано волостное правления временнообязанных крестьян (1861—1866), которому подчинялась одна сельская община (842 ревизских души). Казаки были подчинены Никоновскому волостному правлению Ведомства государственного имущества. После реорганизации волостей в 1867 года Сокиринцы стали центром новой Сокиринской волости волости 2-го стана. По инициативе Григория Галагана в Сокиринцах в 1871 году появился один из первых на Украине кооперативов — сельское ссудо-сберегательное товарищество.
В 1886 году в селе описаны 8 дворов казенных крестьян, 381 двор крестьян-собственников, 241 двор казаков, 6 дворов мещан, 690 домов, 3487 жителей. В селе имелись 2 церкви (Варваринская и Вознесенская), земское начальное одноклассное училище (учрежденное в 1838 году, в ведении земства — с 1873 года), кабак, 3 магазина, 7 кузниц, 1 водяная мельница, 57 мельниц, 6 маслобоен, проводились базар по средам и воскресеньям и 2 ярмарки в год (Вознесенская и Александро-Невская 30 августа).

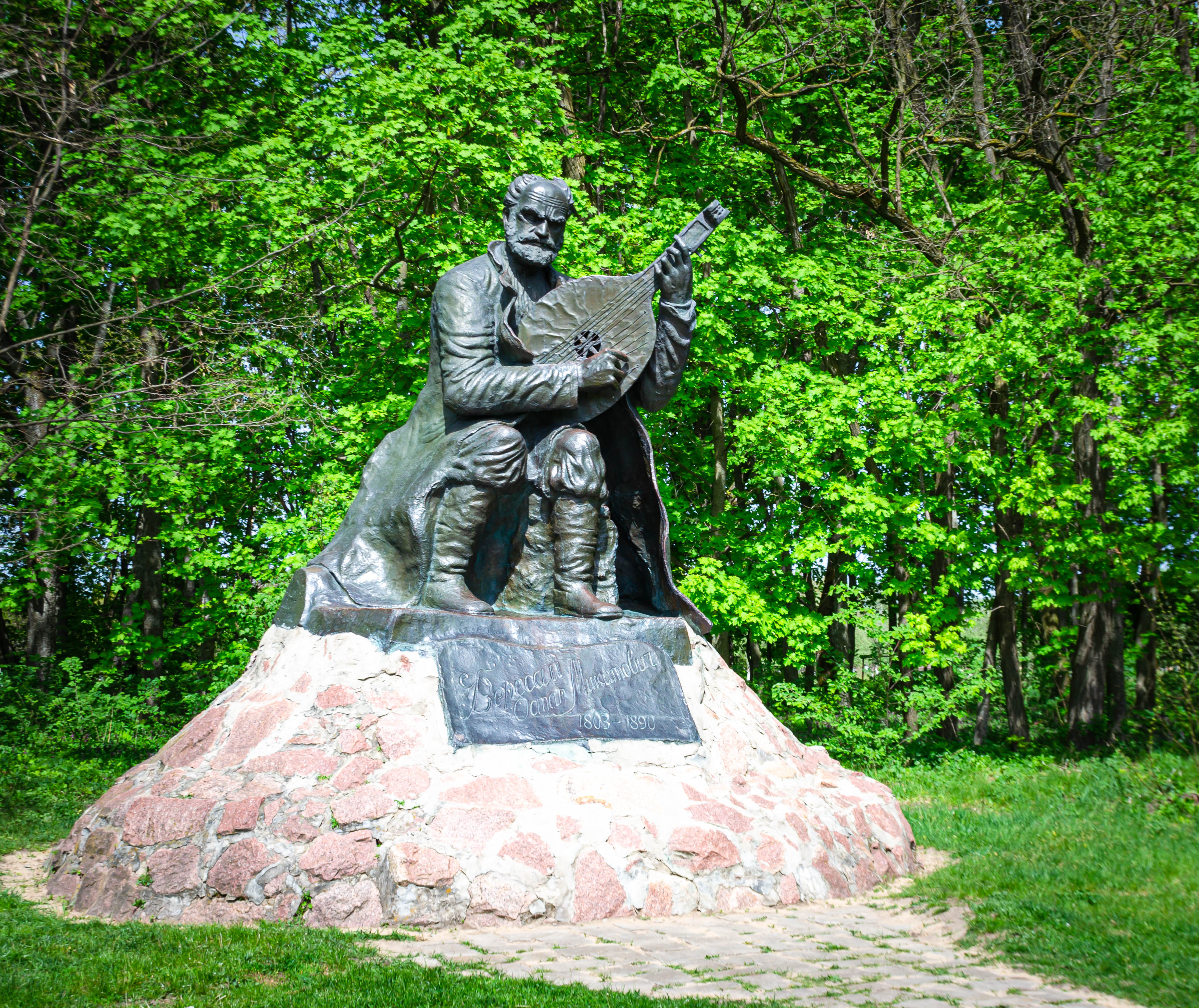
Памятник Остапу Вересаю

После смерти Григория Павловича Галагана в 1888 году род Галаганов по мужской линии прекратился. Все имения перешли к дочери Павла Григорьевича — Марии Павловне. Её дочь Екатерина Комаровская вышла замуж за генерал-лейтенанта К. Н. Ламздорфа, которому царскими указом 1894 года было разрешено именоваться графом Ламздорф-Галаганом.
На 1903 год в волостном центре Сокиринцы числилось около четырех тысяч жителей, две церкви, несколько лавок, 60 мельниц (из них одна водяная), несколько маслобоен, проводились базары два раза в неделю.
В 1910 году в селе числилось 825 хозяйств, из них казаков — 305, крестьян — 489, евреев — 8, непривилегированных — 8, привилегированных — 15. Всего проживало 4569 человек, в том числе 56 плотников, 35 портных, 20 сапожников, 12 столяров, 18 кузнецов, 3 слесаря, 170 ткачей, 8 извозчиков, 229 подёнщиков, 87 интеллигентов и 639 человек занимались другими неземледельческими занятиями. За селом числилось 3805 десятин удобной земли, имелись земское начальное одноклассное училище, в котором в 1912 году учились 202 мальчика, женская церковная школа, Варваринская и Вознесенская церкви. Кроме Ламздорф-Галаганов, в Сокиринцах в начале XX века землевладельцами были Черкасовы.
В 1920-х годах в селе был открыт Сокиринский сельхозтехтехникум. В 1920-27 действовал Сокиринский художественно-исторический музей. В 1922 году в селе проводились две ярмарки — 6 мая и 21 августа (по новому стилю). В 1923-30 годах Сокиринцы являлись центром сельсовета.

## Демография
| Население по годам  |      |      |      |      |      |      |      |      |      |      |      |      |      |
| Год                 | 1666 | 1716 | 1737 | 1740 | 1764 | 1780 | 1797 | 1859 | 1886 | 1910 | 1925 | 1930 | 1996 |
| Жителей             |      |      |      |      |      |      | 1289 | 2951 | 3487 | 4569 | 4795 | 4488 | 1589 |
| Крестьян            | 32   |      | 147  |      | 704  |      |      |      |      |      |      |      |      |
| Крестьянских дворов |      | 150  |      | 100  |      | 166  |      | 476  |      |      | 1077 | 1009 | 590  |
| Казаков             |      |      | 61   |      |      |      |      |      |      |      |      |      |      |
| Казачьих дворов     |      |      |      | 48   |      | 79   |      |      |      |      |      |      |      |

## Галерея
|                          |                                  |                                 |                                                    |                  |
| Дворец Галаганов. Ворота | Дворец Галаганов. Парковый фасад | Дворец Галаганов. Главный фасад | Дворец Галаганов. Вид с внутренней стороны усадьбы | Сокиринский парк |

## Известные люди
В селе родился Георгий Васильевич Пфейффер — украинский математик.
В селе родился, жил, умер и был похоронен Герой Советского Союза Василий Крикливый.

## Власть
Орган местного самоуправления — Сребнянская поселковая община. Почтовый адрес: 17300, Черниговская обл., Прилукский р-н, пгт Сребное, ул. Мира, 43/а.